# Tomorrow Is Another Day (The Ivy League)
"Tomorrow Is Another Day" is een nummer van de Britse closeharmonygroep The Ivy League. Het verscheen in 1967 op de B-kant van hun single "Suddenly Things". Later dat jaar werd het gecoverd door de Nederlandse closeharmonygroep The Buffoons, die het samen met "My World Fell Down" als single met dubbele A-kant uitbrachten. In 1968 stond het ook als de dertiende track op hun eerste album Lookin' Ahead.

## Achtergrond
"Tomorrow Is Another Day" is geschreven door Ivy League-lid Perry Ford en geproduceerd door John Schroeder. De originele versie van het numer verscheen in juli 1967 voor het eerst op de B-kant van de single "Suddenly Things", wat nergens een hit werd.
Enkele maanden na de uitgave door The Ivy League werd "Tomorrow Is Another Day" gecoverd door The Buffoons. Het werd uitgebracht als een single met dubbele A-kant, samen met "My World Fell Down", eveneens een cover van The Ivy League. De twee nummers werden door technicus Bobby Graham en producer David Paramor uitgekozen om door de groep opgenomen te worden. De enige bijdrage van The Buffoons was echter de zang van Hilco ter Heide en Ely van Tongeren, aangezien de muziek al was opgenomen door een aantal studiomuzikanten. Hier werd voor gekozen om tijd te besparen.
Op 30 september 1967 werd het eerste exemplaar van de single "Tomorrow Is Another Day" uitgereikt aan The Buffoons. Het werd de eerste hit van de groep en bereikte de achtste plaats in de Nederlandse Top 40 en de zevende plaats in de Parool Top 20.

## Hitnoteringen

### Nederlandse Top 40
| Hitnotering: 14-10-1967 t/m 30-12-1967 | Hitnotering: 14-10-1967 t/m 30-12-1967 | Hitnotering: 14-10-1967 t/m 30-12-1967 | Hitnotering: 14-10-1967 t/m 30-12-1967 | Hitnotering: 14-10-1967 t/m 30-12-1967 | Hitnotering: 14-10-1967 t/m 30-12-1967 | Hitnotering: 14-10-1967 t/m 30-12-1967 | Hitnotering: 14-10-1967 t/m 30-12-1967 | Hitnotering: 14-10-1967 t/m 30-12-1967 | Hitnotering: 14-10-1967 t/m 30-12-1967 | Hitnotering: 14-10-1967 t/m 30-12-1967 | Hitnotering: 14-10-1967 t/m 30-12-1967 | Hitnotering: 14-10-1967 t/m 30-12-1967 | Hitnotering: 14-10-1967 t/m 30-12-1967 |
| Week                                   | 1                                      | 2                                      | 3                                      | 4                                      | 5                                      | 6                                      | 7                                      | 8                                      | 9                                      | 10                                     | 11                                     | 12                                     |                                        |
| -------------------------------------- | -------------------------------------- | -------------------------------------- | -------------------------------------- | -------------------------------------- | -------------------------------------- | -------------------------------------- | -------------------------------------- | -------------------------------------- | -------------------------------------- | -------------------------------------- | -------------------------------------- | -------------------------------------- | -------------------------------------- |
| Nummer                                 | 28                                     | 18                                     | 12                                     | 9                                      | 8                                      | 8                                      | 8                                      | 11                                     | 15                                     | 21                                     | 35                                     | 37                                     | uit                                    |

### Parool Top 20
| Hitnotering: 28-10-1967 t/m 25-11-1967 | Hitnotering: 28-10-1967 t/m 25-11-1967 | Hitnotering: 28-10-1967 t/m 25-11-1967 | Hitnotering: 28-10-1967 t/m 25-11-1967 | Hitnotering: 28-10-1967 t/m 25-11-1967 | Hitnotering: 28-10-1967 t/m 25-11-1967 | Hitnotering: 28-10-1967 t/m 25-11-1967 |
| Week                                   | 1                                      | 2                                      | 3                                      | 4                                      | 5                                      |                                        |
| -------------------------------------- | -------------------------------------- | -------------------------------------- | -------------------------------------- | -------------------------------------- | -------------------------------------- | -------------------------------------- |
| Nummer                                 | 13                                     | 8                                      | 7                                      | 9                                      | 10                                     | uit                                    |

### NPO Radio 2 Top 2000
| Nummer met noteringen in de NPO Radio 2 Top 2000 | '99  | '00  | '01  | '02 | '03  | '04  | '05  | '06  | '07  | '08  | '09  | '10  |
| ------------------------------------------------ | ---- | ---- | ---- | --- | ---- | ---- | ---- | ---- | ---- | ---- | ---- | ---- |
| Tomorrow Is Another Day                          | 1506 | 1122 | 1277 | 957 | 1225 | 1113 | 1189 | 1356 | 1267 | 1222 | 1770 | 1781 |

1. ↑  Een vetgedrukt getal geeft de hoogste notering aan.
2. ↑  Deze tabel is bijgewerkt tot en met de laatste editie (2024).